# Dipartimento di Madaoua
Il dipartimento di Madaoua è un dipartimento del Niger facente parte della regione di Tahoua. Il capoluogo è Madaoua.

## Geografia antropica
Il dipartimento di Madaoua è suddiviso in 6 comuni:

### Comuni urbani
- Madaoua

### Comuni rurali
- Azarori
- Bangui
- Galma Koudawatche
- Ourno
- Sabon-Guida